# South American Way
South American Way é uma canção de 1939, composta por Al Dubin e Jimmy McHugh, e gravada por Carmen Miranda e o Bando da Lua para a Decca Records. A música fez parte do musical da Broadway The Streets of Paris. A palavra belenguendém é uma variação de berenguendém, que significa balangandã. Carmen pronuncia "south" como "souse", que em inglês significa "embriagar-se", alterando o sentido da canção para "embriagado à moda americana", um erro fonético que divertia a plateia americana.

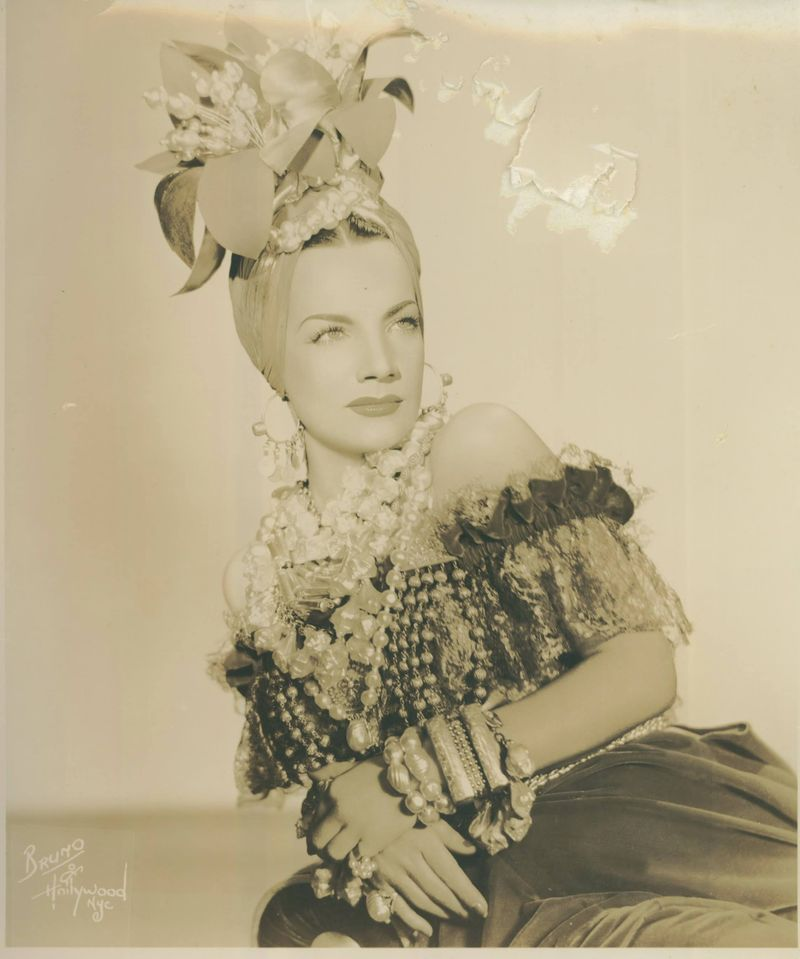
Foto de Carmen Miranda para o filme Down Argentine Way (1940).

## Origem
"South American Way" foi escrita especialmente para a revista musical The Streets of Paris. Carmen Miranda e o Bando da Lua adaptaram a composição para o ritmo brasileiro, e Aloysio de Oliveira escreveu os versos em português. A canção se tornou muito popular nos Estados Unidos.
O virtuosismo do instrumentista Aníbal Augusto Sardinha, o "Garoto", chamou a atenção dos americanos, que destacavam seu nome junto ao de Carmen e o Bando da Lua. Oswaldo Gogliano, o "Vadico", pianista, arranjador e maestro, parceiro de Noel Rosa, fazia parte da equipe de Carmen, sendo o responsável pelo piano que se ouve nas gravações.
Carmen Miranda apresentou a canção em sua primeira aparição em filme norte-americano, Down Argentine Way (título brasileiro: Serenata Tropical), produzido pela Twentieth Century Fox. Essa também foi sua primeira gravação para a Decca, em 29 de dezembro de 1939.

## Regravações
- Guy Lombardo (1939)
- Al Donahue & His Orchestra (1939)
- The Andrews Sisters (1940)
- The Andrews Sisters c/Glenn Miller & Orquestra (1940)
- Pat Kirkwood (1941)
- Dinah Shore (1941)
- Marlene Dietrich (1947)
- Gordon MacRae, Lucille Norman and The Sportsmen Quartet (1949)
- Tony Martin (1958)
- Marisa Monte (1988)
- Sonia Santana (2004)
- Arielle Dombasle (2006)
- Frankie Carle (2007)
- Anacani (Episódio do The Lawrence Welk Show)

## Na cultura popular

### Em filmes
- Serenata Tropical (1940)
- Alma em Suplício (1945)
- Class of '44 (1973)
- A Era do Rádio (1987)
- Hebe: A Estrela do Brasil (2019)

### Outros
- South American Way - O Musical (2002)